# Open 13 2012
Open 13 2012 — тенісний турнір, що проходив на кортах з твердим покриттям у місті Марсель, Франція з 20 лютого . Належав до категорії ATP World Tour 250.

## Фінальна частина

### Одиночний розряд
Хуан Мартін дель Потро —  Мікаель Льодра 6–4, 6–4

### Парний розряд
Ніколя Маю /  Едуар Роже-Васслен —  Дастін Браун /  Жо-Вілфрід Тсонга 3–6, 6–3, [10–6]